# Baram
Le fleuve Baram (en malais : Sungai Baram) est un cours d'eau de l'État de Sarawak, en Malaisie. Situé sur l'île de Bornéo, c'est le deuxième  fleuve de  Sarawak avec un bassin versant d'une superficie de 22 100 km² et une longueur de 400 km. Il prend sa source au nord-est du Sarawak dans les monts Iran. Il traverse dans son cours inférieur des zones marécageuses qui en font une rivière à eaux noires. Il se jette dans la mer de Chine méridionale au nord du Sarawak à quelques kilomètres de la ville de Miri. Ses affluents en rive gauche sont les rivières Tinjar, Julian et Silat, et en rive droite la rivière Tutoh.